# Orquestra Sinfônica de Taipei
A Orquestra Sinfônica de Taipei foi fundada em 1969 e é considerada a melhor orquestra de Taipei, Taiwan. Martin Fischer-Dieskau é o diretor musical da orquestra.

## Maestros da orquestra
- Teng Chang-kuo, 1969–1973
- Chen Tun-chu , 1973-1986
- Felix Chen, 1986-2003
- András Ligeti, 2005-2007
- Martin Fischer-Dieskau, 2008-presente